# Taget namn
Ett taget namn är ett personnamn som bäraren själv valt.
Det kan antingen vara ett borgerligt namn, alltså personens legala namn, eller ett oäkta namn, såsom pseudonym, alias, smeknamn eller artistnamn.